# Clara Inés Vargas
Clara Inés Vargas Hernández (Bogotá), es una abogada y jurista colombiana, magistrada de la Corte Constitucional de Colombia, donde se destacó como una de las primeras mujeres en presidir un alto tribunal en Colombia.
Se graduó como abogada en la Universidad Nacional de Colombia donde cursó también estudios en derecho civil, procesal, civil, marítimo, comercial, de contrato de seguros y de derechos de autor.
Se desempeñó en múltiples cargos entre ellos el de Procuradora delegada para asuntos laborales y magistrada del Tribunal Superior de Bogotá en la sala civil. El 1 de marzo de 2001 asumió un puesto en la Corte Constitucional, en la sala penal, y el 1 de octubre de 2003 asumió como Presidenta de este tribunal, siendo la primera mujer en presidirlo.